# انجمن گویندگان جوان
گلوری انترتینمنت (به انگلیسی: Glory Entertainment) یا انجمن صنفی کارگری گویندگان جوان تهران مشهور به انجمن گویندگان جوان تهران یک گروه دوبله حرفه‌ای است که در اردیبهشت ۱۳۸۲توسط مهرداد رئیسی تأسیس شد و در ۶ تیر ۱۳۸۴ با کسب مجوز از وزارت کار و امور اجتماعی ایران و تاییدیه وزارت فرهنگ و ارشاد اسلامی و مدیریت مهرداد رئیسی فعالیت رسمی خود را آغاز نمود.
این انجمن دارای حواشی بسیاری بود به طوری که تمام گویندگان آن پس از مدتی فعالیت، از این انجمن جدا شدند. این انجمن در سال ۱۳۹۵ در ایران تعطیل شد و فعالیت خود را خارج از کشور ادامه داد.از آثار برجسته گلوری میتوان رئیس مزرعه،باب اسفنجی شلوار مکعبی،داستان اسباب بازی،داستان اسباب بازی ۲،شگفت انگیزان،ماشین ها،شرک، پاندای کونگ فوکار، کارخانه هیولاها و عصر یخبندان را نام برد.

## تاریخچه
این انجمن در ابتدا با نام «گلوری انترتینمنت» فعالیت خود را در سال ۱۳۸۲ آغاز کرد و پس از ثبت مجوز در سال ۱۳۸۴، گستره فعالیت خود را افزایش داد و شبکه‌های مختلف صدا و سیما، موسسات ویدئو رسانه دارای مجوز از وزارت فرهنگ و ارشاد اسلامی، کارگردانان و تولیدکنندگان انیمیشن‌های ایرانی و خارجی، سازمان ملل متحد، رادیو جوان، رادیو صدای آشنا و… همکاری نموده و نیز موفق به دریافت لوح سپاس از شبکه ۵ سیما، شانزدهمین جشنواره رادیویی تلویزیونی مراکز استان‌ها و تقدیرنامه از سازمان ملل متحد (برنامه جهانی غذا) شده است.

## دیگر فعالیت‌ها
از جمله فعالیت‌های دیگر انجمن گویندگان جوان، انتشار اولین نشریه تخصصی دوبلاژ با نام دوبله است. همچنین این انجمن از اسفند ۱۳۹۰ نشریه صداپیشه را منتشر کرد. به علاوه اولین سایت اینترنتی پخش ۲۴ ساعته داستان‌های کودکانه ایران و سایت «گلوری تون» برای تهیه آثار دوبله شده در خرداد ماه ۱۳۹۳ توسط این انجمن راه‌اندازی شد.

## آثار دوبله
جدول زیر بر اساس حروف الفبا فارسی مرتب‌ شده است.
| انتشار | عنوان                            | توضیحات |
| ------ | -------------------------------- | --- |
| ۲۰۰۶   | آن سوی پرچین                     | |
| ۲۰۰۹   | ابری با احتمال بارش کوفته‌قلقلی   | |
| ۲۰۱۳   | ابری با احتمال بارش کوفته‌قلقلی ۲ | |
| ۲۰۱۰   | ابر ذهن                          | |
| ۲۰۲۱   | افسون                            | |
| ۲۰۰۴   | باب‌اسفنجی شلوارمکعبی             | |
| ۲۰۱۵   | باب‌اسفنجی: اسفنج بیرون از آب     | |
| ۲۰۰۶   | بازگشت سوپرمن                    | |
| ۱۹۹۸   | بتمن و آقای فریز: زیر صفر        | |
| ۲۰۰۶   | برآب‌رفته                         | |
|        | برر خرگوشه                       | |
|        | بن تن بیگانه تمام عیار           | |
| ۲۰۰۸   | پاندای کونگ‌فوکار                 | |
| ۲۰۱۶   | پاندای کونگ‌فوکار ۳               | |
| ۲۰۱۶   | پرندگان خشمگین                   | |
| ۲۰۰۹   | پسر فضایی                        | |
|        | ترول‌ها                           | |
| ۲۰۱۰   | چگونه اژدهای خود را تربیت کنیم   | |
| ۲۰۱۴   | چگونه اژدهای خود را تربیت کنیم ۲ | |
| ۲۰۰۶   | خانه هیولا                       | |
| ۲۰۰۶   | خوش‌قدم                           | |
| ۲۰۱۱   | خوش قدم ۲                        | |
| ۱۹۹۵   | داستان اسباب‌بازی                 | |
| ۱۹۹۹   | داستان اسباب‌بازی ۲               | |
| ۲۰۱۰   | داستان اسباب‌بازی ۳               | |
| ۲۰۱۳   | دانشگاه هیولاها                  | |
| ۲۰۰۳   | در جستجوی نمو                    | |
| ۲۰۱۲   | دلیر                             | |
| ۲۰۱۵   | درون و بیرون                     | |
| ۱۹۹۱   | دیو و دلبر                       | |
| ۲۰۰۷   | راتاتویی                         | |
| ۲۰۱۲   | رالف خرابکار                     | |
| ۲۰۱۱   | رنگو                             | |
| ۲۰۰۶   | رئیس مزرعه                       | |
| ۲۰۱۶   | زوتوپیا                          | |
| ۲۰۰۹   | سرود کریسمس                      | |
| ۱۹۳۷   | سفیدبرفی و هفت کوتوله            | |
| ۲۰۰۳   | سندباد: افسانه هفت دریا          | |
| ۲۰۰۱   | شرک                              | |
| ۲۰۰۴   | شرک ۲                            | |
| ۲۰۰۷   | شرک ۳                            | |
| ۲۰۱۰   | شرک برای همیشه                   | |
| ۲۰۰۳   | شرک: روح لرد فارکواد             | |
| ۲۰۰۱   | شرکت هیولاها                     | |
| ۲۰۱۴   | شش ابر قهرمان                    | |
| ۲۰۰۴   | شگفت‌انگیزان                      | |
|        | شنل قرمزی                        | |
| ۱۹۹۴   | شیرشاه                           | |
| ۲۰۰۵   | عروس مرده                        | |
| ۱۹۹۸   | عزیز مصر                         | |
| ۲۰۰۲   | عصر یخبندان                      | |
| ۲۰۰۶   | عصر یخبندان: ذوب                 | |
| ۲۰۰۹   | عصر یخبندان: ظهور دایناسورها     | |
| ۲۰۱۲   | عصر یخبندان: رانش قاره‌ای         | |
| ۲۰۱۶   | عصر یخبندان: مسیر برخورد         | |
| ۲۰۲۲   | عصر یخبندان: ماجراهای باک وایلد  | |
| ۲۰۱۳   | غارنشینان                        | |
| ۱۹۹۳   | کابوس پیش از کریسمس              | این فیلم در سال ۲۰۰۶ برای بار دوم اما این بار با کیفیت سه بعدی (۳-D) اکران شد و بعد از این اکران برای اولین بار روی دیسک دی وی دی و بلو-ری رفت. در هر دو بنر تبلیغاتی، فیلم را بسیار تاریک و ترسناک برای کودکان معرفی کردند و تماشای آن را به همراه والدین ضروری دانستند. |
| ۲۰۰۵   | کبوتر بی‌باک                      | |
| ۲۰۰۴   | گارفیلد                          | |
| ۲۰۰۶   | گارفیلد ۲                        | |
| ۱۹۹۶   | گوژپشت نتردام                    | |
| ۲۰۱۰   | گیسوکمند                         | |
| ۲۰۰۷   | لاک‌پشت‌های نینجای نوجوان جهش‌یافته | |
| ۲۰۱۶   | لک لک‌ها                          | |
| ۲۰۱۲   | لوراکس                           | |
| ۲۰۲۱   | لوکا                             | |
|        | ماجراهای یقنلی                   | |
| ۲۰۰۶   | ماشین‌ها                          | |
| ۲۰۱۱   | ماشین‌ها ۲                        | جو رنفت در نقش قرمز در یک تصادف رانندگی، جورج کارلین در نقش فیلمور در ژوئن ۲۰۰۸ بر اثر سکته قلبی و پل نیومن صداپیشه نقش دکتر هادسن، ۳ ماه قبل از اتمام فیلم نامه این فیلم درگذشتند.                                                                                       |
| ۲۰۱۰   | من نفرت‌انگیز                     | |
| ۲۰۱۳   | من نفرت‌انگیز ۲                   | |
| ۱۹۹۸   | مورچه‌ای به نام زی                | |
| ۲۰۱۶   | موانا                            | |
| ۲۰۱۵   | مینیون‌ها                         | |
| -      | وینکس کلاب ماجراهای جادویی       | |
| ۲۰۱۲   | هتل ترانسیلوانیا                 | |
| ۲۰۱۵   | هتل ترانسیلوانیا ۲               | |
| ۲۰۱۸   | هتل ترانسیلوانیا ۳               | |
| ۲۰۰۸   | هورتون                           | |
| ۲۰۱۱   | هیولایی در پاریس                 | |
| ۲۰۱۳   | یخ زده                           | |

## صداپیشگان برجسته در گلوری
- مهرداد رئیسی
- محمدرضا علیمردانی
- هومن حاجی عبداللهی
- محمدرضا صولتی
- مجید حبیبی
- آرزو آفری
- نیما رئیسی
- حامد عزیزی
- هومن خیاط
- محمد معتضدی
- آنیتا قالیچی
- مرجانه فشنگچی
- اشکان صادقی
- علی باقرلی
- دیانوش آصف وزیری
- مهبد قناعت پیشه
- داریوش بشارت
- کیوان صادقی یگانه
- عرفان هنربخش
- علیرضا وارسته
- مینا مؤمنی
- ساناز غلامی
- شهره روحی
- بهزاد الماسی
- کسری نیک‌آذر
- ثمین مظفری
- امین قاضی
- آیدین الماسیان
- فرهاد اتقیایی
- مهدی ثانی‌خانی
- سیما رستگاران
- صنم نکواقبال
- مهشید اژده‌فر
- محمدرضا پورعزیز
- وحید رونقی
- ندا آسمانی
- تینا هاشمی
- علیرضا طاهری
- رهبر نوربخش
- راضیه فهیمی
- ناصر محمدی
- سارا جامعی
- احسان مهدی
- سحر چوبدار
- تکتم چوبدار
- مهدی نصرتی
- وحید نفر
- مجید آقاکریمی
- ابراهیم شفیعی
- کیوان عسگری
- بیژن باقری
- محسن پرتوی
- امین صفردوست
- امیرحسین مدرس
- حامد مدرس
- سلیمه قطبی
- سارا باقرزاده
- یگانه رمضانی
- کرامت رودساز
- حسین خاوری
- ندا مقصودی
- هومن شباهنگ
- سودابه کریمی
- ژیان مجیدی
- علی میلانی